# Yola cuspis
Yola cuspis är en skalbaggsart som beskrevs av Bilardo och Pederzani 1978. Yola cuspis ingår i släktet Yola och familjen dykare. Inga underarter finns listade i Catalogue of Life.